# Quan Sơn Huệ Huyền
Quan Sơn Huệ Huyền (zh. 關山慧玄, ja. Kanzan Egen). 1277-1360, là một vị Thiền sư Nhật Bản thuộc tông Lâm Tế, nối pháp Tông Phong Diệu Siêu (ja. shūhō myōchō). Sư kế thừa và trụ trì Đại đức tự (ja. daitoku-ji), sau lại trụ trì Diệu Tâm tự (ja. myōshin-ji). Cả hai đều là những thiền viện danh tiếng nhất của tông Lâm Tế tại Kinh Đô (kyōto).
Sư sinh tại Shinano (phủ Nagano), sớm đã được cha gửi đến một người chú tại Liêm Thương (kamakura) để học Phật pháp. Nơi đây, Sư may mắn được học với Thiền sư Nam Phố Thiệu Minh (ja. nampo jōmyō, 1235-1309). Sau khi Nam Phố tịch, Sư trở về quê nhà tu học khổ hạnh. Khi nghe danh tiếng của Thiền sư Tông Phong tại Liêm Thương, Sư liền đến Đại đức tự tại Kinh Đô đến tham học. Tông Phong giao cho Sư công án "Quan" (Bích nham lục, công án 8) của Thiền sư Vân Môn Văn Yển để tham cứu. Sau hai năm quán công án này—một thời gian tu tập cực kì khắt khe với một công án nổi danh là khó giải—Sư ngộ được yếu chỉ của Thiền tông. Tông Phong liền làm một bài kệ ấn chứng cho môn đệ của mình, năm đó Sư đã vượt ngoài năm mươi (1329).
Sau đó, theo lời khuyên của thầy, Sư lên núi ẩn cư tám năm để tiếp tục tu luyện và trong thời gian này, Sư làm việc hằng ngày trên đồng ruộng, đêm thì tọa thiền trên những tảng đá. Sau thời gian này, Sư nhận lời trụ trì chùa Diệu Tâm. Phong cách giảng dạy của Sư rất nghiêm khắc và cũng nhờ đó mà Lâm Tế chính mạch được truyền đến những đời sau qua dòng thiền này. Sư chẳng chú trọng đến đồ vật trang trí trong thiền viện và cũng không thích những nghi lễ rườm rà. Sư đòi hỏi nơi đệ tử một ý chí, một tâm trạng tinh tiến tuyệt đối. Một trong những công án Sư thường đưa ra để tham quán là "Đối với Huệ Huyền, nơi đây không có sinh tử." Chỉ những thiền sinh đầy ý chí quyết định mới dám ở lại đây, phần lớn đều rời Sư sau một thời gian. Dưới sự hoằng hóa của Sư, Diệu Tâm tự cũng được gọi là "Địa ngục tột cùng của Phật pháp." Sư cũng được gọi là Ẩn đức tổ sư (隱德[の]祖師, ja. intoku (no) soshi), "Tổ sư với những đức tính thầm kín".
Trước khi tịch, Sư trao pháp y lại cho vị kế thừa duy nhất là Thụ Ông Tông Bật (授翁宗弼, ja. jūo sōhitsu, 1296-1380), chuẩn bị hành lý và đứng mà tịch. Dòng thiền của Sư sau trở thành dòng chính của tông Lâm Tế Nhật Bản.